# アダム・ロバーツ

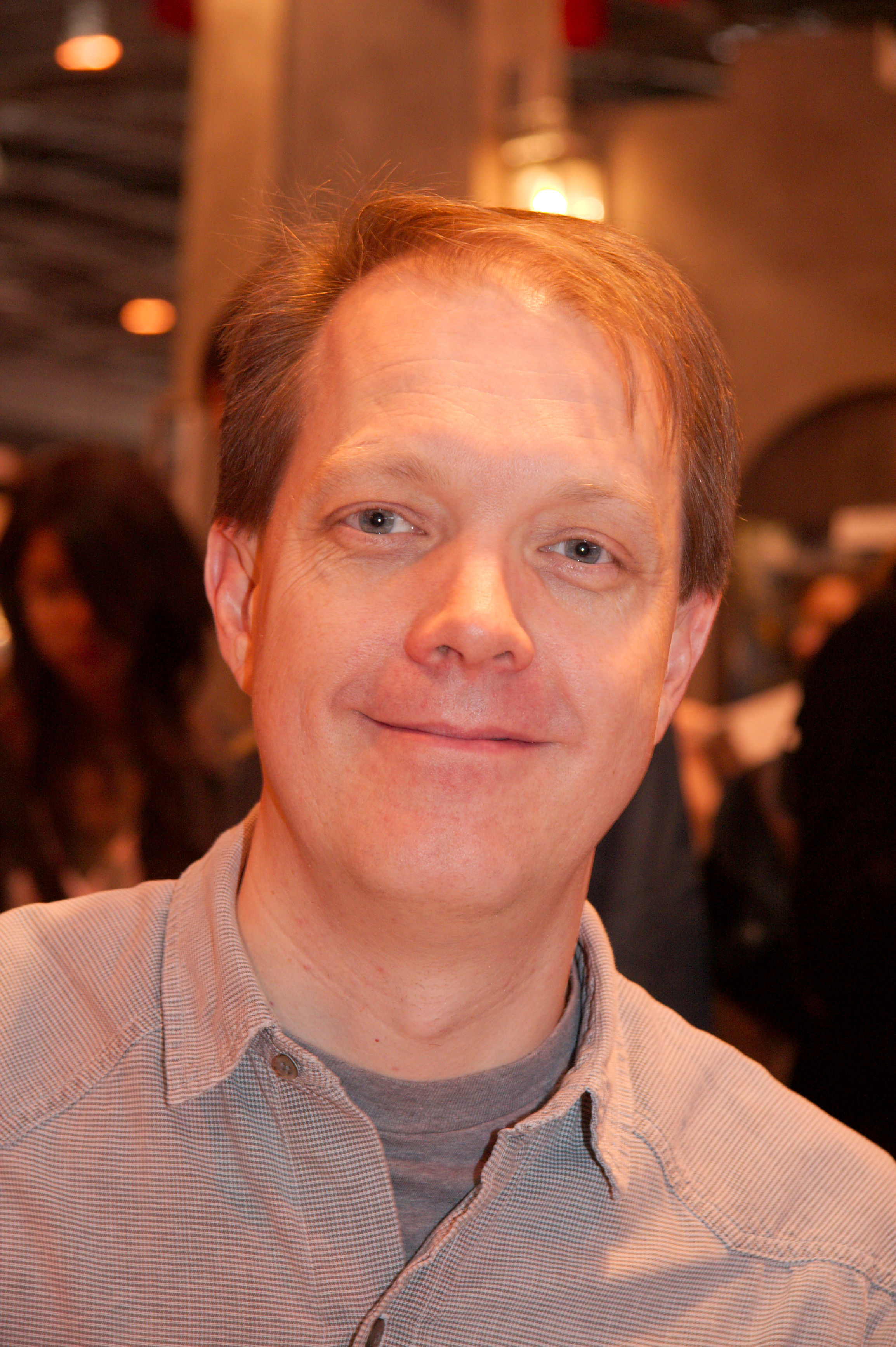
アダム・ロバーツ

アダム・ロバーツ（英: Adam Roberts、1965年 - ）は、イギリスのSF作家にして評論家。また、パロディ小説も書いており、そのときは A.R.R.R. Roberts、A3R Roberts、Don Brine といったペンネームを使っている。アバディーン大学で英文学を学び、ケンブリッジ大学でロバート・ブラウニングなどの古典を研究して博士号を取得。英文学および英作文の教授としてロンドン大学ロイヤル・ホロウェイ校に勤務。
アーサー・C・クラーク賞に3度ノミネート（2001年の Salt 、2007年の Gradisil、2009年のYellow Blue Tibia）され、2012年の『ジャック・グラス伝―宇宙的殺人者』（Jack Glass）では英国SF協会賞とキャンベル記念賞を受賞している。

## 主な著作

### 長篇
- Salt (2000) ISBN 0-575-06896-5
- On (2001) ISBN 0-575-07176-1
- Stone (2002) ISBN 0-575-07396-9
- Polystom (2003) ISBN 0-575-07541-4
- The Snow (2004)
- Gradisil (2006)
- Land of the Headless (2007)
- Splinter: A Voyages Extraordinaire (2007)
- Swiftly: A Novel (2008)
- Yellow Blue Tibia (2009)
- New Model Army (2010)
- By Light Alone (2011)
- Jack Glass  (2012)（ジャックグラス伝―宇宙的殺人者― 早川書房、2017）
- Twenty Trillion Leagues under the Sea (2014)
- Béte (2014)
- The Thing Itself (2016)
- The Real-Town Murders (2017)
- By the Pricking of Her Thumb (近刊予定)

### パロディ
- The Soddit （2003年、『ホビットの冒険』のパロディ）
- The McAtrix Derided （2004年、『マトリックス』）
- The Sellamillion （2004年、『シルマリルの物語』）
- Star Warped （2005年、『スター・ウォーズ』）
- The Va Dinci Cod （2005年、『ダ・ヴィンチ・コード』）
- Doctor Whom: E.T. Shoots and Leaves （2006年、『ドクター・フー』）
- The Dragon with the Girl Tattoo （2010年、 『ドラゴン・タトゥーの女』)

### 評論
- Science Fiction: the New Critical Idiom （2000年、第二版は2005年）
- The History of Science Fiction (Palgrave Histories of Literature) （2006年）